# Zicral

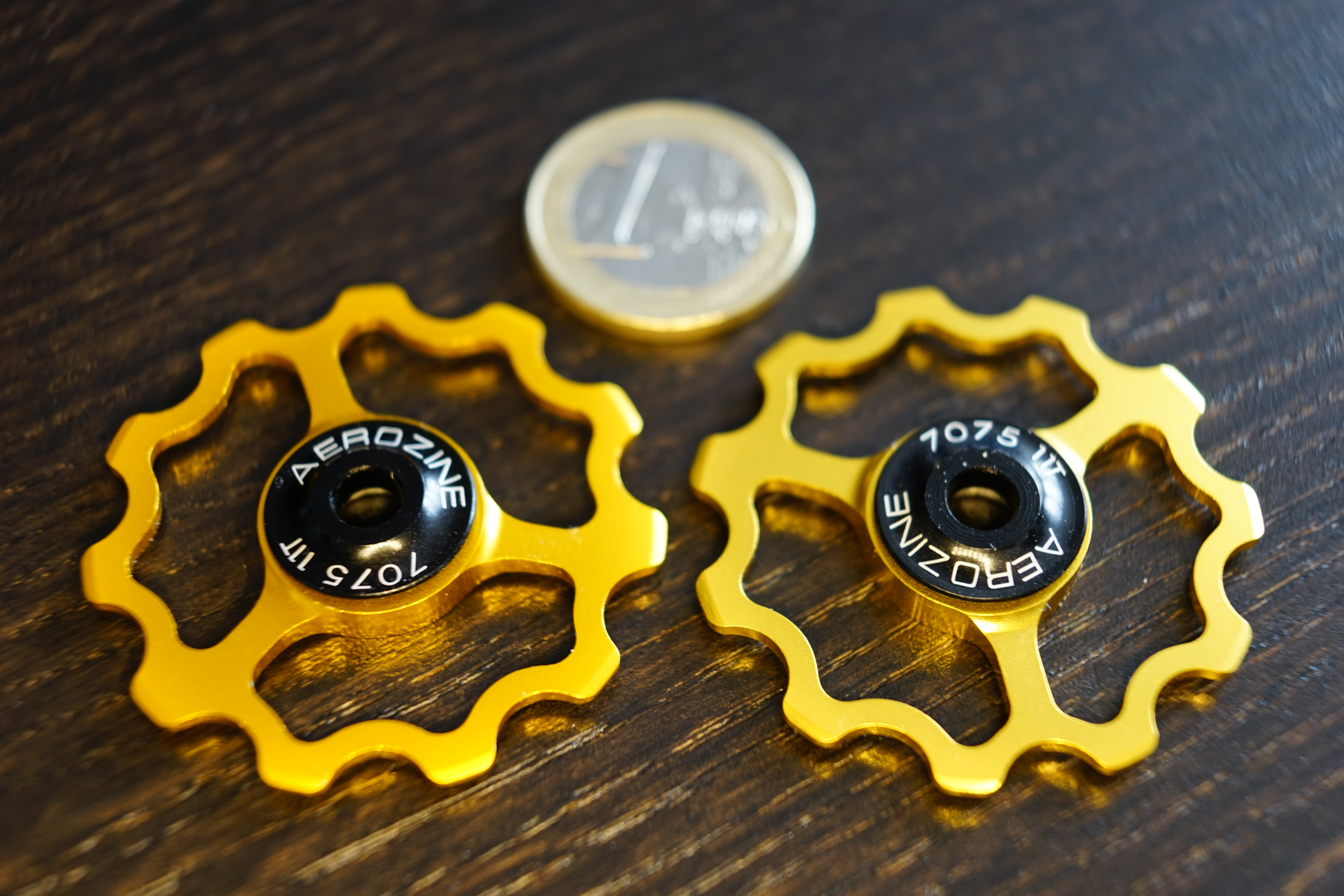
Polias de liga de Alumínio 7075, com rolamento de aço de um desviador traseiro de bicicleta.

Zicral ou 7075 é uma liga com composição média de 88%Al (Alumínio), 6%Zn (Zinco), 2,5%Mg (Magnésio) e 2%Cu (Cobre), podendo ser adicionados outros elementos em menores proporções. 7075 é uma liga de alumínio comercialmente conhecido sob vários nomes como Zicral (o mais comum), Ergal, ou Fortal Constructal . É uma liga de alumínio com zinco como o principal elemento de liga. Normalmente ela ocorre em diferentes categorias térmicas 7075- S, 7075 -T6 , 7075- T651. 
Ela é forte, com boa resistência à fadiga em comparação com outros metais e é fácil de maquinação, mas não é soldável e tem menos resistência à corrosão do que muitas outras ligas. É um material leve e com boa resistência mecânica, sendo mais resistente que o aço para o mesmo peso.
Suas aplicações incluem material esportivo, como aros e quadros de bicicletas, bem como material de montanhismo, como mosquetões e cravos, assim como componentes estruturais para a indústria aeronáutica.